# Präst-Orrsjön
Präst-Orrsjön är en sjö i Sollefteå kommun i Ångermanland och ingår i Ångermanälvens huvudavrinningsområde. Sjön har en area på 0,316 kvadratkilometer och ligger 315 meter över havet. Sjön avvattnas av vattendraget Strandsjöbäcken.

## Delavrinningsområde
Präst-Orrsjön ingår i det delavrinningsområde (702854-156833) som SMHI kallar för Ovan 702838-156523. Medelhöjden är 311 meter över havet och ytan är 4,34 kvadratkilometer. Det finns inga avrinningsområden uppströms utan avrinningsområdet är högsta punkten. Strandsjöbäcken som avvattnar avrinningsområdet har biflödesordning 2, vilket innebär att vattnet flödar genom totalt 2 vattendrag innan det når havet efter 64 kilometer. Avrinningsområdet består mestadels av skog (80 procent). Avrinningsområdet har 0,31 kvadratkilometer vattenytor vilket ger det en sjöprocent på 7,2 procent.